# Stig Kjellin
Stig Rudolf Kjellin, född 24 augusti 1914 i Borås, död 1979, var en svensk målare. 
Kjellin studerade vid Tekniska skolan i Stockholm 1934-1936 och med självstudier under resor till Schweiz och Spanien. Tillsammans med Eric Larsson ställde han ut på Borås konsthall 1943 och separat ställde han bland annat ut på Modern konst i hemmiljö, Gummesons konsthall, Malmö rådhus, Borås konstmuseum och Lorensbergs konstsalong i Göteborg. Han medverkade i samlingsutställningar med Sveriges allmänna konstförening. Hans konst består av  blomsterstilleben, porträtt, figurmotiv, gatumotiv, kustpartier från Torekov och stadsutsikter från Italien och Spanien. Kjellin är representerad vid Borås konstförenings samling och Borås stadshus.